# 长穗蟹甲草
长穗蟹甲草（学名：Parasenecio longispicus）为菊科蟹甲草属下的一个种。生长于海拔2 000-3100米山坡灌丛草地。产于四川(康定、天全)。模式种采自康定。

## 扩展阅读
- 維基物種上的相關：长穗蟹甲草